# Méligny-le-Grand
 Méligny-le-Grand  là một xã thuộc tỉnh Meuse trong vùng Grand Est đông nam nước Pháp. Xã này nằm ở khu vực có độ cao trung bình 250 mét trên mực nước biển.